# Catalina Berroa
Prudence Mary Catherine Roman de Berroa Ojea (Trinidad (Cuba), 28 de fevereiro de 1844 ou 1949 - Havana, 23 de novembro de 1911) foi uma pianista, professora e compositora cubana.
Compositora eclética, escreveu uma variedade de músicas, incluindo litúrgicas. Foi considerado a melhor professora de música de sua região.